# Skil-Shimano/Saison 2009
Erfolge der Radsportmannschaft Skil-Shimano in der Saison 2009

## Saison 2009

### Erfolge in der Continental Tour
| Datum    | Rennen                              | Kat.  | Fahrer           |
| -------- | ----------------------------------- | ----- | ---------------- |
| 2. Mai   | Ronde van Overijssel                | 1.2   | Kenny van Hummel |
| 5. Mai   | 1. Etappe Quatre Jours de Dunkerque | 2.HC  | Kenny van Hummel |
| 13. Mai  | Batavus Prorace                     | 1.1   | Kenny van Hummel |
| 16. Mai  | Dutch Food Valley Classic           | 1.HC  | Kenny van Hummel |
| 17. Mai  | Tour de Rijke                       | 1.1   | Kenny van Hummel |
| 14. Juni | 3. Etappe Delta Tour Zeeland        | 2.1   | Robert Wagner    |
| 26. Juli | 9. Etappe Tour of Qinghai Lake      | 2. HC | Tom Veelers      |

### Zugänge – Abgänge
| Zugänge         | Team 2008       | Abgänge             | Team 2009                     |
| --------------- | --------------- | ------------------- | ----------------------------- |
| Jonathan Hivert | Crédit Agricole | Clément Lhotellerie | Vacansoleil                   |
| Cyril Lemoine   | Crédit Agricole | Sebastian Siedler   | Vorarlberg-Corratec           |
| Theo Eltink     | Rabobank        | Fabien Bacquet      | Auber 93                      |
| Koen de Kort    | Team Astana     | Yoshimasa Hirose    | Blitzen Utsunomiya Pro Racing |
| Mitchell Docker | Drapac Porsche  | Yūsuke Hatanaka     | Shimano Racing Team           |
| Feng Hang       | Trek-Marco Polo | Yoshinori Iino      | Shimano Racing Team           |
| Bert De Backer  | Neoprofi        | Tomoya Kano         | Shimano Racing Team           |
| Simon Geschke   | Neoprofi        | Hidenori Nodera     | Shimano Racing Team           |
| Steve Houanard  | Neoprofi        | Shinri Suzuki       | Shimano Racing Team           |
|                 |                 | Yoshiyuki Abe       | Unbekannt                     |
|                 |                 | Ji Jianhua          | Unbekannt                     |

### Mannschaft
| Name              | Geburtstag         | Nationalität        |              |
| Fumiyuki Beppu    | 10. April 1983     | Japan               |              |
| Ji Cheng          | 24. Oktober 1987   | Volksrepublik China |              |
| Roy Curvers       | 27. Dezember 1979  | Niederlande         |              |
| Bert De Backer    | 2. April 1984      | Belgien             |              |
| David Deroo       | 11. März 1985      | Frankreich          |              |
| Mitchell Docker   | 2. Oktober 1986    | Australien          |              |
| Yukihiro Doi      | 18. September 1983 | Japan               |              |
| Theo Eltink       | 27. November 1981  | Niederlande         |              |
| Simon Geschke     | 13. März 1986      | Deutschland         |              |
| Floris Goesinnen  | 30. Oktober 1983   | Niederlande         |              |
| Feng Hang         | 14. Dezember 1985  | Volksrepublik China |              |
| Jonathan Hivert   | 23. März 1985      | Frankreich          |              |
| Steve Houanard    | 2. April 1986      | Frankreich          |              |
| Kenny van Hummel  | 30. September 1982 | Niederlande         |              |
| Thierry Hupond    | 10. November 1984  | Frankreich          |              |
| Koen de Kort      | 8. September 1982  | Niederlande         |              |
| Cyril Lemoine     | 3. März 1983       | Frankreich          |              |
| Jin Long          | 24. Oktober 1983   | Volksrepublik China |              |
| Piet Rooijakkers  | 16. August 1980    | Niederlande         |              |
| Albert Timmer     | 13. Juni 1985      | Niederlande         |              |
| Tom Veelers       | 14. September 1984 | Niederlande         |              |
| Robert Wagner     | 17. April 1983     | Deutschland         |              |
| Stagiaires        | Stagiaires         | Nationalität        | Nationalität |
| Julien Antomarchi | Julien Antomarchi  | Frankreich          |              |
| Maarten de Jonge  | Maarten de Jonge   | Niederlande         |              |
| Job Vissers       | Job Vissers        | Niederlande         |              |